# Bitka za Filipine (1944. – 1945.)
Bitka za Filipine (1944. – 1945.) bila je bitka između japanske i američke vojske na Filipinima, nakon tri godine japanske okupacije Filipina, tijekom Drugog svjetskog rata.
U ljeto 1944., nakon dvije godine borbe u Pacifiku, savezničke snage bile su u području Kiribata, Marijanskih i Karolinskih otoka, oko 500 km jugoistočno od filipinskog otoka Mindanaoa, u poziciji, da zrakoplovima bombardiraju japanske položaje na Filipinima. Kopnene snage SAD-a i Australije, pod zapovjedništvom američkog generala Douglasa MacArthura, vrhovnog zapovjednika na području jugozapadnog Pacifika, pokorile su ili izolirale japanske snage u Novoj Gvineji, blokirale i oslobodile pomorske i zračne baze na otocima i atolima Pacifika te se približavale Filipinima.
Iako je bilo vidljivo, da Japan gubi rat, njegove snage nisu davale nikakve znakove kapitulacije ili kolapsa, što je izazvalo savezničke zapovjednike, da brzo napadnu japanske snage na Filipinima, Tajvanu i otoku Okinawi.
Bitka u zaljevu Leyte bila je najveća pomorska bitka u modernoj povijesti. Dogodila se u morima blizu filipinskog otoka Leyte, između 23. i 26. listopada 1944. Saveznici su počeli bitku kako bi prekinuli put, koji je vodio od Japana do japanskih kolonija u jugoistočnoj Aziji. Japan je crpio naftu kao pogonsko gorivo iz tog područja. Japanci su okupili sve raspoložive brodove za ovu bitku protiv savezničkih snaga. Međutim, izgubili su i ostali bez mnogo brodova i zrakoplova. Borba je bila posljednja velika pomorska borba u Drugom svjetskom ratu. Bez nafte, Carska japanska mornarica više nije sudjelovala u bitkama Drugog svjetskog rata. Većina njihovih brodova vratila se u Japan. Tijekom ove bitke, Japanci su prvi put koristili kamikaze.
Važna je bila i bitka za otok Mindoro. Nakon što su ga osvojili, Saveznici su sagradili piste za polijetanje vojnih zrakoplova, koji su gađali japanske položaje na najvećem filipinskom otoku Luzonu, gdje se nalazi i glavni grad Manila. Na Luzon se početkom siječnja iskrcalo oko 175,000 vojnika, kojima su podršku pružale jake zračne snage. Luzon je osvojen u ožujku 1945., a neke japanske jedinice borile su se u planinama, sve do kapitulacije Japana 15. kolovoza 1945. Mindanao je bio posljednji veći filipinski otok, koji je osvojen do lipnja 1945. Grupe japanskih vojnika i dalje su se tvrdoglavo borile u prašumama i planinama. Japanski poručnik Hiroo Onoda skrivao se 30 godina na filipinskom otoku Lubangu. S njim su bili i kaplar Šoiči Šimada te vojnici Kanšiči Kozuka i Juiči Akacu. Akacu se predao 1950., Šimada je ubijen 1954., a Kozuka 1972. Hiroo Onoda dobio je pomilovanje filipinskog predsjednika Ferdinanda Marcosa.